# Минералогическая энциклопедия
Минералогическая энциклопедия — специальная энциклопедия в одном томе, выпущенная Ленинградским отделением издательства «Недра» в 1985 году. Посвящена минералогии, геологическим исследованиям, геммологии.
Энциклопедия представляет собой отредактированный и дополненный перевод книги «The Enciclopedia of Mineralogy», выпущенной в 1981 году в издательстве «Hutchinson Ross Publishing Company» авторским коллективом под редакцией известного американского учёного, профессора минералогии и петрографии Университета Олд Доминион в Норфолке Кита Фрея (англ. Keith Frye).
Тираж 60 тысяч экземпляров. Редакторы перевода — А. Г. Булах и В. Г. Кривовичев.